# 穆罕默德·居奇吕
穆罕默德·居奇吕（土耳其語：Mehmet Güçlü，1952年3月14日—），土耳其男子摔跤运动员。他曾代表土耳其参加世界摔跤锦标赛，获得一枚铜牌。他也曾参加1972年夏季奥林匹克运动会。